# Iana Ruzavina
Iana Ruzavina (în rusă Яна Рузавина, n. 23 septembrie 1982, Kurceatov, regiunea Kursk, Rusia) este o fostă scrimeră rusă specializată pe floretă. A fost dublă campioană mondială pe echipe în 2006 și în 2007, și campioană europeană la individual și pe echipe în 2006.
Acum este arbitru internațional la floretă și la spadă.